# 사기사와 메구무
사기사와 메구무(鷺沢萠/さぎさわ めぐむ, 본명: 마쓰오 메구미(松尾めぐみ), 여성, 1968년 6월 20일 ~ 2004년 4월 11일)는 일본의 소설가이다. 여대생 소설가로서 데뷔한 후에 자서전 집필을 위해 취재를 하던 중 친할머니가 한국인인 것을 알고, 이것을 계기로 한국 유학을 하게 되고 작품 세계는 새로운 경계를 넘었다.
도쿄도 오타구 출신으로 수필을 쓰는 것 외에 그림책을 번역하기도 했다. 영화감독 리주 고(利重剛)와 결혼했다(후에 이혼). 그녀의 작품은 이탈리아어, 한국어로도 번역되어 소개되었다.
좋아하는 작가로 후카사와 시치로(深沢七郎), 야스오카 쇼타로(安岡章太郎), 무라마쯔 토모미(村松友視)가 있었다. 수동기어 자동차를 좋아했으며, 마작을 좋아했다고 알려져 있다. 애연가이기도 했다.
2004년 4월 11일 자기 집의 화장실에서 목을 매달아 35세의 나이로 자살했다.

## 수상력
- 1987년 - 소설 《천변길》로 64회 '문학계신인상' 수상, 등단.
- 1992년 - 《달리는 소년》으로 20회 '이즈미 교카 문학상' 수상.

## 약력
- 1987년 - 도쿄도립 유키가야 고등학교(東京都立雪谷高等学校) 졸업.
- 1990년 - 죠치대학(上智大学, Sophia University) 외국어문학부 러시아어학과 제적.
- 1993년 - 연세대학교 부속 어학연구원에 유학.

## 저서
한국어 번역본이 있는 경우 가능한 한 번역본 제목 기준으로 작성
- 돌아가지 못하는 사람들
- 소년들의 끝나지 않는 밤
- 바다의 새, 하늘의 물고기
- 스타일리쉬 키즈
- 벚나무의 날
- 거리로 나가자, 키스를 하자
- 달리는 소년
- 개나리도 꽃 사쿠라도 꽃
- 난 그걸 참을 수 없다
- 그대는 이 나라를 사랑하는가
- 최후의 두 사람
- 지나는 강, 흐려진 다리
- 나의 이야기
- 나그네, 여행 도중 (후에 문고화되며 '고마워.'로 개정)
- 웰컴 홈
- 뷰티풀 네임